# Kristina Andersson
Maria Kristina Andersson, švedska alpska smučarka, * 20. maj 1965, Frösön.
Nastopila je na treh olimpijskih igrah, najboljši uvrstitvi je dosegla leta 1992, ko je bila deseta v veleslalomu in enajsta v slalomu. V štirih nastopih na svetovnih prvenstvih je najboljšo uvrstitev dosegla leta 1993 s četrtim mestom v slalomu, še trikrat se je uvrstila v deseterico. V svetovnem pokalu je tekmovala dvanajst sezon med letoma 1986 in 1998 ter dosegla eno zmago na Zlati lisici in še šest uvrstitev na stopničke, vse v slalomu. V skupnem seštevku svetovnega pokala je bila najvišje na dvajsetem mestu leta 1993, trikrat je bila peta v slalomskem seštevku.